# Tiree
Tiree (gaelsky Tiriodh) je nejzápadněji položený ostrov ve skotském souostroví Vnitřní Hebridy. Při rozloze 78 km² (17. největší skotský ostrov) jej podle sčítání lidu v roce 2011 obývalo 653 lidí.

## Historie

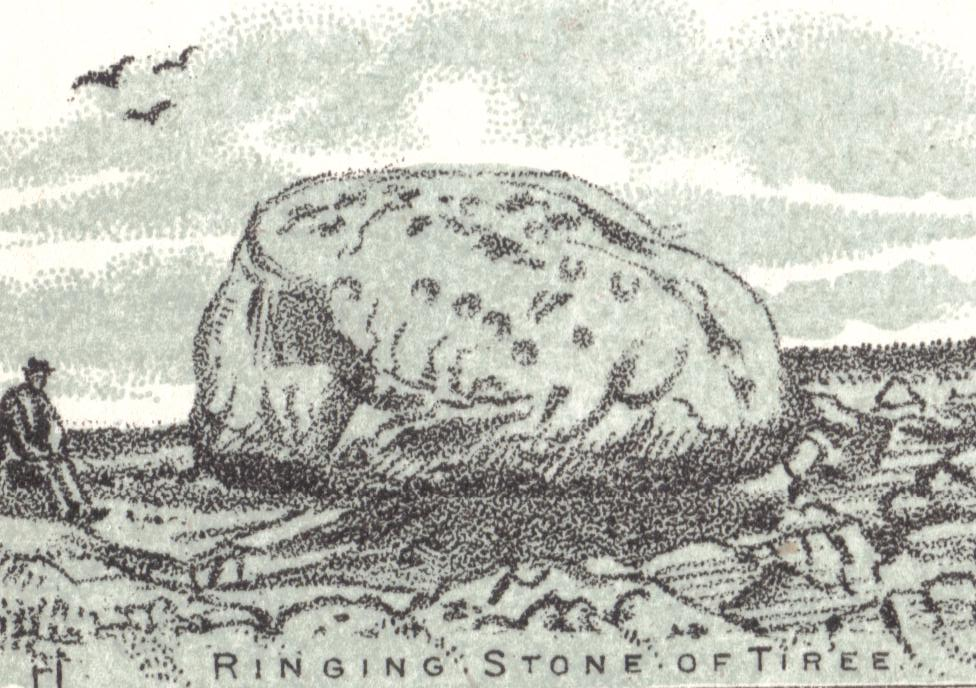
Ringing Stone v roce 1892.

Osídlení ostrova je doloženo z doby železné ruinami brochu Dún Mór. The Ringing Stone je balvan s prehistorickými spirálovými rytinami a vyhloubenými „poháry“.
Z křesťanských dob se zachovaly zmínky o pobytu sv. Columby na Tiree. Z této doby je také doloženo jméno ostrova Tír lodh, gaelsky „Žitná země“. Hospodářství ostrova bylo založeno na pěstování obilí a chovu dobytka včetně exportu hovězího.
V době 2. světové války byla na ostrově postavena radarová stanice, součást výstražného systému protivzdušné obrany Velké Británie, a vojenské letiště, které je využíváno pro civilní lety.
Mezi lety 2001 – 2011 poklesl počet obyvatel o 15 % (počet obyvatel do 16 let dokonce o 31 %), naopak o 160 % vzrostl počet návštěvníků ostrova.

## Geografie
Tiree leží na jihozápad od ostrova Coll. Jeho povrch je převážně nízko položen, půda úrodná. Nejvyšším bodem ostrova je 141 m vysoký Ben Hynish. Základ ostrova tvoří starobylá rulová formace z dob prahor a starohor.
Hlavním sídlem ostrova je vesnice Scarinish.
Pro relativně vysoký počet slunečných dní je ostrov oblíben surfaři.